# Episodi di Station 19 (prima stagione)
La prima stagione della serie televisiva statunitense Station 19, composta da dieci episodi, è stata trasmessa in prima visione assoluta negli Stati Uniti d'America sul canale ABC dal 22 marzo al 17 maggio 2018.
In Italia la stagione è andata in onda in prima visione satellitare su Fox Life, canale a pagamento della piattaforma Sky, dal 23 aprile al 18 giugno 2018. In chiaro è stata trasmessa su Canale 5 dal 7 agosto 2019 in seconda serata.
L'episodio backdoor pilot che ha introdotto questa serie è stato trasmesso in lingua originale il 1º marzo 2018 come tredicesimo episodio della quattordicesima stagione della serie principale Grey's Anatomy, mentre in Italia è andato in onda il 2 aprile 2018.
| nº | Titolo originale    | Titolo italiano      | Prima TV USA   | Prima TV Italia |
| -- | ------------------- | -------------------- | -------------- | --------------- |
| 1  | Stuck               | Il blocco            | 22 marzo 2018  | 23 aprile 2018  |
| 2  | Invisible To Me     | Invisibile           | 22 marzo 2018  | 30 aprile 2018  |
| 3  | Contain The Flame   | Contenere il fuoco   | 29 marzo 2018  | 7 maggio 2018   |
| 4  | Reignited           | Fuoco silente        | 5 aprile 2018  | 14 maggio 2018  |
| 5  | Shock to the System | Una forte scossa     | 12 aprile 2018 | 21 maggio 2018  |
| 6  | Stronger Together   | Uniti si vince       | 19 aprile 2018 | 28 maggio 2018  |
| 7  | Let It Burn         | Lascia che bruci     | 26 aprile 2018 | 4 giugno 2018   |
| 8  | Every Second Counts | Ogni secondo conta   | 3 maggio 2018  | 11 giugno 2018  |
| 9  | Hot Box             | Hot Box              | 10 maggio 2018 | 18 giugno 2018  |
| 10 | Not Your Hero       | Non sono il tuo eroe | 17 maggio 2018 | 18 giugno 2018  |

## Il blocco
- Titolo originale: Stuck
- Diretto da: Paris Barclay
- Scritto da: Stacy McKee

### Trama
Durante il sopralluogo in un edificio in fiamme il Capitano Pruitt Herrera ha un malore, ed è costretto a ritirarsi. Sua figlia Andy Herrera decide così di farsi avanti per la corsa a nuovo capitano della Caserma 19. Intanto la nuova recluta Ben Warren ha appena lasciato la carriera da chirurgo per ricominciare da zero come pompiere, ma non è affatto facile per lui che ben presto realizza quanto le emergenze sul campo siano completamente diverse da quelle a cui era abituato al Grey Sloan Memorial Hospital.
- Ascolti USA: 5.430.000 telespettatori[4]

## Invisibile
- Titolo originale: Invisible To Me
- Diretto da: Paris Barclay
- Scritto da: Stacy McKee

### Trama
Con il ritiro del Capitano Pruitt, Andy e Jack Gibson cercano di cavarsela nel gestire il lavoro insieme, dovendo momentaneamente fare a turno per il ruolo di capitano. Andy è la prima ad iniziare, ma le cose si complicano durante il suo primo giorno. Ben e Victoria Hughes lavorano in coppia quando l'allarme antincendio viene azionato nella scuola del figlio di Ben, Tuck. Nel frattempo Dean Miller, che è alla reception della caserma, conosce una civile, JJ, che gli chiede aiuto per riparare il rilevatore di fumo del suo appartamento. Verso fine giornata un incidente d'auto su una strada di campagna, in cui è coinvolta un'autobotte, mette in pericolo la vita delle vittime e dell'equipaggio stesso.
- Ascolti USA: 5.430.000 telespettatori[4]

## Contenere il fuoco
- Titolo originale: Contain the Flame
- Diretto da: Mary Lou Belli
- Scritto da: Wendy Calhoun

### Trama
La squadra si reca sul posto dell'incendio nel palazzo di JJ e durante le operazioni Dean rischia la vita per salvare un ragazzo di nome Seth, amico di JJ, che finisce in ospedale dove purtroppo non sopravvive per il troppo fumo inalato; JJ a seguito del lutto fa visita a Dean in caserma in cerca di conforto. Dopo un battibecco avvenuto durante l'incendio tra Jack e Andy, il Capo del distretto Frankel, richiama entrambi per il comportamento sbagliato e non costruttivo che hanno tenuto, ma più tardi mostra il proprio rispetto a favore di Jack in quanto ritiene che lui, a differenza di Andy, abbia dovuto faticare per ottenere il proprio posto, senza bisogno di nessuna raccomandazione. Andy origlia casualmente la conversazione ma se ne va prima di sentire Jack controbattere e dire al Capo che semmai il padre di Andy l'ha trattenuta dal fare carriera e non il contrario. Intanto Maya Bishop e Travis Montgomery scelgono da che parte stare per la corsa al ruolo di Capitano e Ben trova difficile non poter seguire le vittime che salvano, anche nel percorso di cure. Pruitt invece trova difficile restare a casa e finisce con il tornare in caserma per un'occupazione amministrativa alla reception. Ryan Tanner, amico d'infanzia di Andy, vuole accertarsi che Pruitt non lo veda più come il ragazzino immaturo di un tempo.
- Ascolti USA: 5.860.000 telespettatori[5]

## Fuoco silente
- Titolo originale: Reignited
- Diretto da: Dennis Smith
- Scritto da: Ilene Rosenzweig

### Trama
La squadra interviene in un incendio in un B&B prossimo all'apertura. Jack e Andy riprendono ad avere rapporti sessuali dopo una settimana di discussioni come co-capitani, ma non riescono a mantenere la cosa segreta come pensavano e vengono scoperti da Maya; quest'ultima mantiene quindi le distanze da Andy, non rivelandole che Ryan ha trovato suo fratello ubriaco mentre tentava di rubare degli oggetti per dipingere e lo ha portato in commissariato. Quindi Maya si confida invece con Ryan e gli racconta che suo fratello ha preso una brutta strada a causa dell'assenza di attenzioni da parte dei genitori, troppo occupati a seguire i suoi grandi successi olimpionici, cosa che la fa sentire molto in colpa nei suoi riguardi. Nel frattempo Dean vorrebbe chiedere a JJ di uscire senza risultare indelicato vista la sua recente perdita, e chiede consiglio a Pruitt e Travis. Travis conosce un giovane affascinante tramite una signora anziana che aveva soccorso. Ben nota che l'esperienza del fuoco blu che ha vissuto con Victoria, ha lasciato in quest'ultima dei segni di stress post-traumatico, ma quando prova a parlarle la ragazza nega di avere sviluppato una paura del fuoco dal momento che questo porrebbe la parola fine alla sua carriera. Infine Pruitt stesso sorprende Andy e Jack in atteggiamenti intimi, mentre i due stavano ponendo fine ai loro incontri perché lui desidera di più.
- Ascolti USA: 5.090.000 telespettatori[6]

## Una forte scossa
- Titolo originale: Shock to the System
- Diretto da: Milan Cheylov
- Scritto da: Anupam Nigam

### Trama
Maya e Andy svolgono un appostamento durante un blitz della polizia in cui è coinvolto anche Ryan. Nell'attesa di intervenire, le due donne discutono dei loro recenti dissapori e chiariscono i loro problemi. Vedere Ryan durante le operazioni sottocopertura e temere per la sua vita quando sentono un colpo di pistola ma non possono intervenire immediatamente, risveglia l'interesse di Andy nei confronti del ragazzo. Pruitt durante tutto il turno fa pressioni su Jack dopo aver scoperto di lui ed Andy e man mano uno dopo l'altro anche gli altri membri della squadra vengono a saperlo. Miranda Bailey, moglie di Ben, gli fa visita in caserma e, trovando Pruitt lo rimprovera per non aver seguito i consigli del medico di rimanere a riposo. Intanto JJ chiede a Dean un appuntamento, capendo di piacergli e la squadra risponde alla chiamata di un uomo che si trova in una situazione di pericolo a causa di un guasto ai cavi dell'elettricità. Si tratta in realtà del marito della stessa donna incinta che la mattina si era recata in caserma per farsi aiutare a montare i seggiolini in auto.
- Ascolti USA: 5.590.000 telespettatori[7]

## Uniti si vince
- Titolo originale: Stronger Together
- Diretto da: Nzingha Stewart
- Scritto da: Angela L. Harvey

### Trama
Jack e Andy partecipano all'esercitazione per l'esame da capitano, l'Inceneritore. Con loro grande stupore, apprendono che tutti i candidati concorrono per un unico posto di capitano disponibile, quello della Caserma 19; Jack e Andy decidono quindi di collaborare per assicurarsi che uno di loro due ottenga il posto e non arrivino estranei a comandare la loro squadra. Dopo essersi trovata ad infrangere il protocollo per salvare il manichino che rappresentava la vittima da soccorrere, Andy viene rimproverata in malo modo dal capo Frankel, che viene però messa in discussione per la sua poca imparzialità dal Comandante del distretto, Lucas Ripley; quest'ultimo, già rimasto molto colpito dalla prova di Jack, spiega a Andy di capire le sue scelte ma di non condividerle, facendole capire di non aver fatto una prova brillante. Nel frattempo Travis ha il ruolo di capitano per un giorno e, sotto il suo comando, la squadra soccorre una donna rimasta incastrata con una gamba in una buca. Ispirata dal coraggio della donna di esprimere il suo amore a una sua vecchia amica durante il salvataggio, Vic confessa alla squadra la propria recente paura del fuoco. I compagni decidono di mantenere il segreto con i due tenenti, Andy e Jack, e di aiutare Victoria ad uscirne in ogni modo possibile. Pruitt si reca in ospedale in cerca della Dott.ssa Bailey in quanto si rende conto di quanto la sua salute stia volgendo al peggio.
- Ascolti USA: 5.410.000 telespettatori[8]

## Lascia che bruci
- Titolo originale: Let It Burn
- Diretto da: James Hanlon
- Scritto da: Barbara Kaye Friend

### Trama
Nonostante il peggioramento dei sintomi, Pruitt se ne va dall'ospedale prima che la Dott.ssa Bailey possa fargli una visita di controllo. Il giorno seguente prova a nascondere i suoi malesseri ma i colleghi se ne accorgono lo stesso e lo riportano ospedale, dove gli viene prescritto un trattamento per il cancro più aggressivo dell'attuale. Durante il ricovero Pruitt si rende conto che deve permettere alle persone e in particolare ad Andy di stargli vicino in questo percorso. Edith fa da Cupido tra Travis e suo nipote Grant, ma Travis non sembra molto entusiasta di ricominciare ad uscire con qualcuno, dopo la morte in servizio di suo marito; intanto Maya e Travis cercano di aiutare Victoria ad affrontare le sue paure, inoltre Maya incontra suo fratello senzatetto e prova ad offrirgli il suo aiuto. Con un iniziale disappunto di Jack, Ryan si unisce in maniera avventata alla squadra quando questa deve soccorrere numerose persone in un centro commerciale andato a fuoco; ma in seguito i due collaborano e riescono a salvare una donna e il suo bambino appena nato, rimasti intrappolati nell'edificio, pochi attimi prima che esso crolli. Questa scoperta del proprio lato eroico, porta Ryan a tornare da Andy e dirle che non si vuole più fare da parte. La Bailey scopre che Ben gli ha nascosto gli interventi pericolosi effettuati nel suo nuovo lavoro e decide perciò di parlargliene.
- Ascolti USA: 5.170.000 telespettatori[9]

## Ogni secondo conta
- Titolo originale: Every Second Counts
- Diretto da: Marisol Adler
- Scritto da: Tia Napolitano

### Trama
È giunto il momento dei colloqui con i colleghi per stabilire chi avrà il ruolo di Capitano nel distaccamento 19. Il Comandante dei Vigili del Fuco, Ripley, parla quindi con ogni membro della squadra e pone particolare attenzione sul primo intervento effettuato dalla Caserma 19 quella mattina, che ha rischiato di trasformarsi in una tragedia a causa delle decisioni prese da Jack e Andy. Dopo aver ricostruito insieme alle loro testimonianze cosa sia successo esattamente, Ripley costringe ognuno a schierarsi in base alle difficili decisioni che i due tenenti hanno dovuto prendere. Vic si altera e si rivolge al capitano in maniera insubordinata, dicendogli di scegliere indifferentemente tra Jack o Andy piuttosto che inviare un candidato esterno sicuramente più incapace di loro, ma il superiore non apprezza il suo atteggiamento. Maya viene invece sorpresa dalla forte raccomandazione di Ripley di candidarsi come tenente lei stessa non appena si liberi un posto, in quanto la ritiene capace di riconoscere i meriti dei propri colleghi al di là delle proprie simpatie ma allo stesso tempo convinta delle sue idee e questo le darebbe la stoffa per fare il Capitano; Travis inaspettatamente sostiene Andy, nonostante la sua brutta esperienza con un Capitano acerbo, in quanto si rende conto che la ragazza è pronta grazie al suo istinto pur avendo meno esperienza sul campo rispetto a Jack, mentre Dean vorrebbe sostenere il suo amico Jack per il posto da Capitano, ma si ritrova ad ammettere che quella mattina era d'accordo con le decisioni prese da Andy. Pruitt, che è costretto in ospedale per un nuovo ciclo di chemio, confida a Ripley che lui in realtà non sceglierebbe né Jack né Andy per mandare avanti la Caserma 19, che considera un po' come la sua eredità.
- Ascolti USA: 5.140.000 telespettatori[10]

## Hot Box
- Titolo originale: Hot Box
- Diretto da: Nicole Rubio
- Scritto da: Phillip Iscove

### Trama
Pruitt mette in guardia Andy sul pericolo di avere troppe speranze per il posto di Capitano. Dean è molto stanco per carenza di ore di sonno, e combina un casino sulla scena di un incendio ad una casa, intrappolando parte della squadra, due poliziotti, e una civile nel garage che è stato costruito in maniera totalmente blindata e impenetrabile. Mentre il resto della squadra ha problemi nel domare il fuoco all'interno della casa, altrettanto ben protetta dai sistemi di sicurezza, la temperatura nel garage continua ad aumentare mettendo in pericolo le vite degli intrappolati. Quando Pruitt viene a sapere di quanto sta accadendo, ricorda di un simile intervento a cui partecipò e in cui morirono i suoi colleghi rimasti intrappolati; decide così di recarsi sul posto per spronare Andy a lottare e non arrendersi, per cercare una via d'uscita. Il gruppo intrappolato lavora insieme e riesce a causare un'esplosione per sfondare la porta del garage e salvarsi. Più tardi mentre festeggiano la loro riuscita, Vic copre le spalle Dean mentendo su quanto accaduto, mentre Jack scopre della relazione di Andy con Ryan, e Pruitt rivela ad Andy la verità sulla sua raccomandazione fatta per il ruolo di Capitano, spiegando che lui vorrebbe che la squadra si unisse tutta contro un estraneo, piuttosto che spaccarsi in una faida interna.
- Ascolti USA: 4.450.000 telespettatori[11]

## Non sono il tuo eroe
- Titolo originale: Not Your Hero
- Diretto da: Paris Barclay
- Scritto da: Stacy McKee

### Trama
La squadra festeggia l'intervento di Ben in 50 incendi con successo e gli comunica che da ora potrà guidare l'ambulanza. I colloqui di Ripley con gli altri candidati si svolgono proprio alla Caserma 19, ma vengono interrotti quando scoppia un grande incendio in un grattacielo, ed è richiesta anche la presenza del Comandante per coordinare più distaccamenti. Jack dice ad Andy che, se non dovesse ottenere lui il posto di Capitano, si trasferirà in un'altra caserma. Dopo essere rimasti in attesa per delle ore, la Caserma 19 viene finalmente chiamata ad intervenire nell'incendio al grattacielo. Maya e Vic collaborano con Molly, una ragazza che lavora negli uffici all'interno dell'edificio, nominata responsabile dell'evacuazione; insieme tengono sotto controllo una folla bloccata ad un piano soprastante la zona dell'incendio, per evitare che fuggano in preda al panico. Maya nasconde ai colleghi di avere problemi di udito a seguito del trauma subito nel garage qualche tempo prima; mentre Vic supera il suo blocco verso il fuoco e resta a spegnere le fiamme arrivate al piano. Dean e Jack provano a contenere l'incendio per tenere le fiamme lontane da una grande quantità di materiale combustibile presente al piano della manutenzione. Dopo che l'incendio esplode superando i piani e ne deriva il panico più totale, Ben deve portare in salvo Travis che è ferito gravemente, ma scendendo le scale trova Molly che è stata calpestata dalla folla in delirio mentre scappavano, ed è quindi costretto a scegliere chi salvare dei due. Andy salva Charlotte, una collega di un altro distaccamento in competizione con lei per il posto di Capitano, e durante i soccorsi colpisce positivamente Ripley. Tuttavia poco dopo disobbedisce apertamente ai suoi ordini inviando un ascensore al piano dove Jack e Dean sono bloccati. Jack sceglie però di mandare indietro l'ascensore con Dean e un ferito senza prenderlo e resta indietro per chiudere le porte antincendio e dare così al resto della squadra, sparpagliata nell'edificio, qualche possibilità in più di salvarsi. Mentre Andy lo implora di trovare un modo per salvare anche se stesso, i due perdono il contatto tramite radio e il boato di un'esplosione scuote l'edificio, mettendo a repentaglio la vita di chiunque sia ancora all'interno. Nel frattempo alla Caserma 19 arrivano Ryan e la Bailey, entrambi preoccupati per Pruitt e lo trovano svenuto; cercano quindi di rianimarlo e poi di condurlo per tempo al Grey Sloan.
- Ascolti USA: 5.100.000 telespettatori[12]